# Herbert Wagner (Ingenieur)
Herbert Alois Wagner (* 22. Mai 1900 in Graz, Österreich; † 28. Mai 1982 in Corona del Mar, Kalifornien) war ein österreichischer Luftfahrtpionier.

## Leben
Von 1914 bis 1917 besuchte er die österreichische Marine-Akademie, diente während des Ersten Weltkriegs als Fähnrich in der österreichischen Marine, wobei er nach einem Torpedotreffer den Untergang seines Schiffes überlebte. Danach studierte er an der Technischen Hochschule Charlottenburg, wo er 1923 promovierte.
Mitte der 1920er arbeitete er beim Rohrbach Metallflugzeugbau an einem neuen Design für Flugboote. Hier erfand er den sog. Wagner-Träger, ein Verfahren zur Konstruktion von Flugzeugbauteilen aus Blech. Von 1929 bis 1938 war er Professor an der Technischen Hochschule Berlin. Ab 1935 war er beurlaubt für seine Tätigkeit bei den Junkers Flugzeug- und Motorenwerken, wo er an der Entwicklung von Flugzeugmotoren arbeitete und zusammen mit Hans Joachim Pabst von Ohain eine entscheidende Rolle bei der Entwicklung der ersten Jet-Triebwerke hatte. Dort entstand auch die Junkers RTO (Rückstoßturbine Null). Nach Meinungsverschiedenheiten mit dem Management wechselte er 1940 zu den Henschel Flugzeug-Werken in Berlin. Als Leiter der Sonderabteilung F stellte er Konrad Zuse als unabkömmlich und holte ihn zu Henschel.
Bei Henschel forschte er zu ferngesteuerten Flugzeugen, begann im Juli 1940 mit der Entwicklung von Gleitbomben und stellte im Winter 1943/44 die Henschel Hs 293 fertig. Erste Tests begannen am 25. August 1943 im Golf von Biskaya gegen die  40th Support Group und zwei Tage darauf wurde der Sloop Egret versenkt, ebenso wie im November der Truppentransporter Rohna.
Er entwickelte auch die Boden-Luft-Flugabwehrrakete Henschel Hs 117, genannt Schmetterling.
Nach dem Krieg kam er im Rahmen der Operation Overcast mit seinen Blaupausen am 18. Mai 1945 nach Frederick (Maryland), wo er die USA bei der Entwicklung von Gleitbomben gegen Japan unterstützte. Danach zog er zur Naval Air Station Point Mugu und entwickelte Kontrollmechanismen für Raketen. Nach seinem Ausscheiden aus dem Staatsdienst gründete er sein eigenes technisches Beratungsunternehmen HA Wagner Company, das er 1957 an Curtiss-Wright verkaufte.
Er kehrte Ende 1957 nach Deutschland zurück und wurde Professor für Technische Mechanik und Raumfahrttechnik an der Technischen Hochschule Aachen. 1980 wurde ihm von der Deutschen Gesellschaft für Luft- und Raumfahrt der Ludwig-Prandtl-Ring verliehen.
Seine Tochter Monica heiratete in zweiter Ehe Willy A. Fiedler.

## Veröffentlichungen
- Über die Entstehung des dynamischen Auftriebes von Tragflügeln; VDI-Verlag, 1925 (Online bei HU-Berlin)
- mit Gotthold Kimm: Bauelemente des Flugzeuges; Oldenbourg, München 1940
- mit Asmus Hansen: Probleme des Höhenflugs: Bericht über den Bau von Höhenflugzeugen; In Schriften der Deutschen Akademie der Luftfahrtforschung (Deutsche Akademie der Luftfahrtforschung, Berlin) Bd. 29; 1940